# Felipe Lara
Felipe Lara (n. 1945 en Don Benito) es un flamencólogo y cantaor español de flamenco.

## Biografía
En sus inicios llamado Felipe "El extremeño". Ha realizado más de 3.000 actuaciones públicas, dentro y fuera de España, en centros culturales, institutos, universidades, conservatorios, cines, teatros, tablaos, festivales flamencos, concursos radiofónicos y televisivos, salas de espectáculos, pistas de verano, plazas de toros, estadios de deportes, espacios municipales al aire libre, etc., obteniendo reconocimientos profesionales, entre los que se destacan:
- Premio Cantes de Levante en la IV Edición del “Festival del Cante de las Minas” de La Unión (agosto de 1964).
- Finalista como cantaor de flamenco en el concurso de TVE “Salto a la Fama” 1965.
- Seleccionado en los concursos de cante flamenco: Córdoba, 1965. Linares, 1966.
- Seleccionado y premiado en diversos concursos de Radio Madrid, Radio España, La Voz de Madrid y Radio Intercontinental. 1960-1965.

Es director artístico del sello discográfico independiente CNV y Estudio SONATA, con el que ha organizado y presentado diez ediciones del Festival Cantera de Nuevos Valores, con participación de artistas de todas las Comunidades autónomas y de varios países de Iberoamérica. 
Autor de más 1000 obras registradas en la SGAE, AIE y propiedad intelectual, de las cuales 600 están registradas en archivos sonoros (casete, discos de vinilo, Cd, Internet, etc.) por él mismo como intérprete y otros cantaores. En 2018 recibió de a SGAE la llave de ‘La casa de los autores’ por sus 50 años de producción como autor.
Comentarista invitado como especialista en flamenco desde 1970, en diversos programas de Radio Peninsular, La Voz de Madrid, Radio España, Radio Madrid, Radio Intercontinental, Radio Popular, Radio Centro, Radio Nacional, etc., 
Desde 2001 Felipe Lara “Flamencólogo”, realiza labores de investigación, locución, interpretación musical y desarrollo de contenidos para el recurso multimedia interactivo de apoyo a la docencia del área de Música (en los niveles de la Enseñanza Secundaria Obligatoria y el Bachillerato), para la web del Centro Nacional de Información y comunicación Educativa (CNICE) del Ministerio de Educación y Ciencia. 
- Flamenco Recurso educativo multimedia. http://ares.cnice.mec.es/flamenco/ Archivado el 16 de junio de 2008 en Wayback Machine.
- Folclore musical Recurso educativo multimedia. http://ares.cnice.mec.es/folclore/ Archivado el 30 de diciembre de 2014 en Wayback Machine.
- MOS Recurso educativo para el área de Música en ESO y Bachillerato. http://recursos.cnice.mec.es/musica

Como cantaor flamencólogo y folklorista, Felipe Lara ha participado como ponente en cursos de formación al profesorado.
Desde 2006, como profesor especialista de cante flamenco, trabaja compartiendo jornada en los centros educativos: Conservatorio Superior de Danza “María de Ávila” y Conservatorio Profesional de Música “Arturo Soria”, Madrid, dirigiendo cursos sobre el origen y evolución del Flamenco.

## Grabaciones
- Cien estilos del flamenco. Antología en 9 Lps. con más de cien letras propias adaptadas a igual número de cantes,
- Flamenco de ayer y de hoy,
- El cante y mi pensamiento,
- Piropo a España,
- Escenarios naturales del cante,
- Un extremeño en el cante,
- El 92 ibérico-americano,
- Cantes de Málaga y Granada,
- Homenaje al poeta extremeño González de Hervás (3 volúmenes),
- Folclore y flamenco (2 volúmenes).
- Mis letras flamencas,
- Escenarios Naturales del Cante (video),
- Amadís, Amadís…Amadís de Gaula (cortometraje).etc.

## Locutor, Guionista y Director de programas de radio
- “Cien estilos del flamenco”: Radio España, Madrid. Radio Extremadura, Badajoz, La Voz de la Mancha, Socuéllamos y Radio Toledo. 1971/1974.
- Cantera de nuevos valores, La ruta del mueble, Flamenco de ayer y de hoy, Geografía, historia y folclore, La hora de Felipe Lara, El 92 ibérico americano, folclore y flamenco, Aprende a amar la música y Nuestros pueblos, nuestras calles. Radio Getafe (Cadena RATO). 1988/98.
- Locutor y guionista de los espacios: Cantera de nuevos valores, Nuestro folclore, Folclore y flamenco y Flamenfolk [Juntos en la noche], COPE. 1988/99.

## Libros
- Cien Estilos del Flamenco, (1972)
- Arrimando yesca, (1996)
- Nuestros Pueblos, Nuestras Calles, (1998)
- Filosofía del Bien Común y la Igualdad con Reparto, (2001)
- El Escarabajo Misterioso. (2007)
- Guía de Estilos y Palos del Flamenco, Origen y evolución del Flamenco. (2008)